# Mercedes Morán

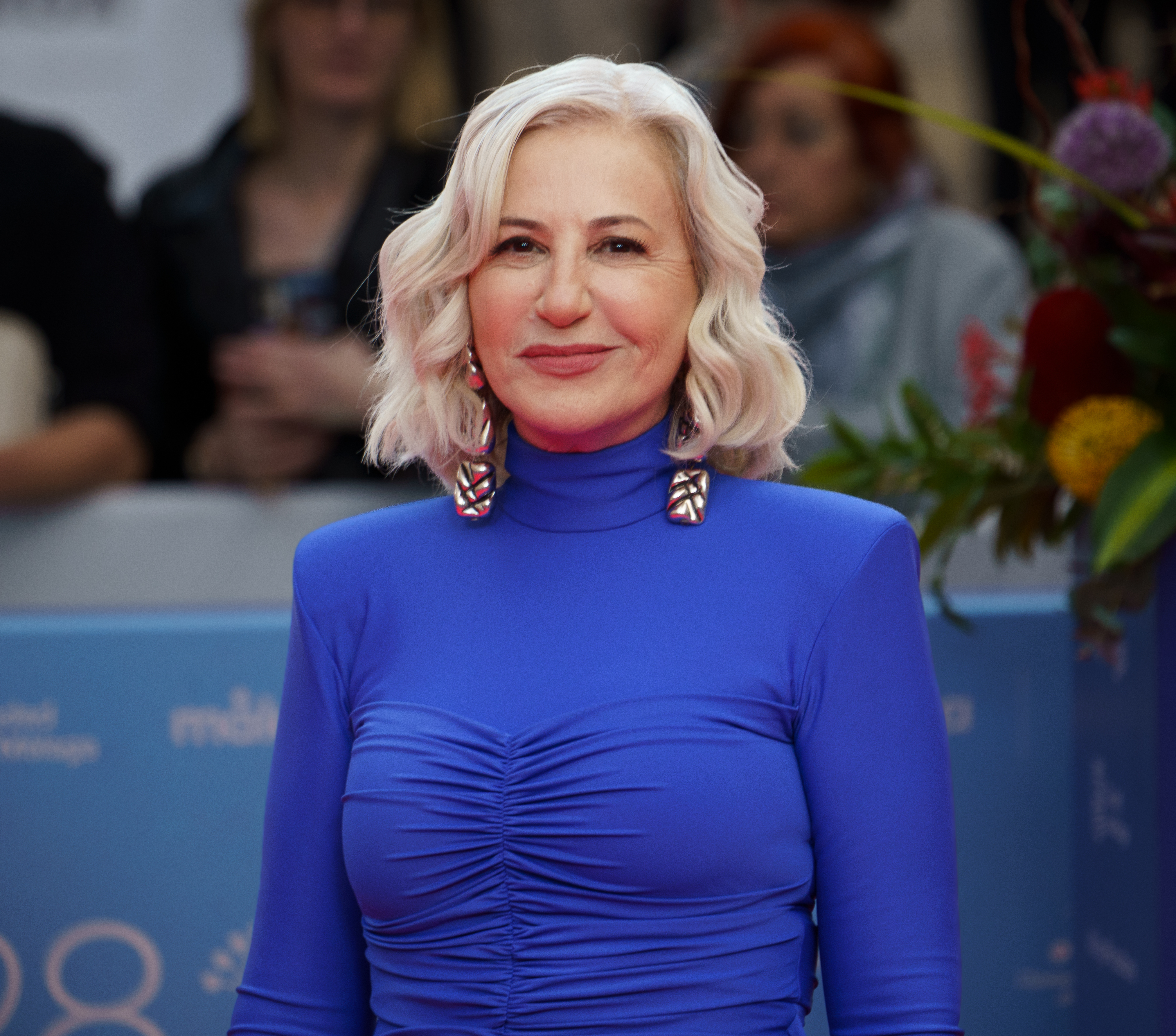
Mercedes Beatriz Morán (2025)

Mercedes Beatriz Morán (geboren am 21. September 1955 in Villa Dolores, Provinz Córdoba) ist eine argentinische Film- und Theaterschauspielerin.

## Leben
Mercedes Morán ist eine der renommiertesten Schauspielerinnen Argentiniens. So spielte sie die Hauptrolle in der Fernsehserie Culpables, die 2001 mit dem Premio Martín Fierro al mejor unitario y/o miniserie, der wichtigsten Auszeichnung im argentinischen Fernsehen, ausgezeichnet wurde, wobei sie selbst den Premio Martín Fierro de Oro als beste Hauptdarstellerin erhielt. Für die Premios Cóndor de Plata der Asociación de Cronistas Cinematográficos de la Argentina wurde Morán viermal als beste Darstellerin nominiert; 2019 wurde sie für ihre Rolle in Die untergegangene Familie ausgezeichnet.

## Filmografie (Auswahl)
- 2001: Culpables (Fernsehserie, 39 Folgen)
- 2001: La Ciénaga – Morast (La Ciénaga)
- 2004: La niña santa – Das heilige Mädchen (La niña santa)
- 2004: Die Reise des jungen Che (Diarios de motocicleta)
- 2004: Luna de Avellaneda
- 2004: Whisky Romeo Zulu
- 2004: Próxima salida
- 2006: Remake
- 2006: Käsekopf (Cara de queso „mi primer ghetto“)
- 2008: Opferlamm (Cordero de Dios)
- 2008: La ronda
- 2011: Los Marziano
- 2011: Olympia
- 2014: Betibú
- 2015: Chiamatemi Francesco – Il Papa della gente
- 2016: Neruda
- 2017: Artax: Un Nuevo Comienz
- 2017: Maracaibo
- 2018: El amor menos pensado
- 2018: Die untergegangene Familie (Familia sumergida)
- 2018: Der schwarze Engel (El Ángel)
- 2018: Sueño Florianópolis
- 2019: Spider
- 2021: Ensayo para Guemes
- 2021: Las Rojas
- 2021: El Reino – Dein Reich komme (El Reino, Fernsehserie, 8 Folgen)
- 2021: Maradona: Leben wie ein Traum (Maradona: Sueño bendito, Fernsehserie, 8 Folgen)
- 2022: Yosi, the Regretful Spy (Iosi, el espía arrepentido, Fernsehserie, Folge 1x08)
- 2023: Empieza el baile
- 2023: Elena weiß Bescheid (Elena sabe)